# Herman Bang

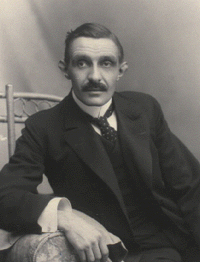
Herman Bang

Herman Joachim Bang (Asserballe, op het eiland Als, 20 april 1857 – Ogden (Utah), 29 januari 1912) was een Deens schrijver en journalist.

## Leven
Bang was de zoon van een predikant die kampte met zware depressies en in 1875 krankzinnig stierf. Ook zijn vrolijke en fantasierijke moeder stierf jong; zij heeft veel voor Bang betekend en diverse van zijn vrouwelijke personages hebben haar trekken.
Bang brak een studie rechten voortijdig af. Hij zag zichzelf als telg van een oud geslacht, waaraan hij opnieuw glans wilde geven. Aanvankelijk mislukte hij echter als toneelspeler zowel als toneelschrijver, maar in de jaren tachtig keerde het tij en had hij veel succes als journalist en criticus. Ook startte hij in die periode zijn schrijversloopbaan.
Bang, die openlijk homoseksueel was, drugs gebruikte en net als zijn vader aan depressies leed, bleek ook een voortreffelijk voordrachtskunstenaar. Vanaf 1884 maakte hij verscheidene internationale voordrachtsreizen door Europa (hij verbleef regelmatig in Parijs) en uiteindelijk naar de Verenigde Staten, waar hij in 1912 overleed.

## Werk
Bang begon vanaf 1880 romans en novellen te schrijven. Hij beschrijft het tragische lot van gewone mensen, wier leven aan de buitenkant idyllisch lijkt, maar die vaak vereenzaamd zijn en hun eigen innerlijke tragedie doorleven. Centraal thema is vaak het verlangen naar warmte en tederheid, zich vaak uitend in een onbeantwoorde, hartstochtelijke liefde. Bang was als homoseksueel ook zelf een eenzaam mens en had veel empathie met zijn ‘lotgenoten’.
De bekendste werken van Bang zijn Ved Vejen (Aan het spoor) (1886), Tine (1889), Det hvide hus (Het witte huis) (1898), Det graa Hus (Het grijze huis) (1901) en Mikaël (1904). Daarnaast worden ook zijn novellen hooggeprezen. De dramatische kracht van Bangs werk ligt vooral in zijn levendige impressionistische stijl. Hij tracht vooral het ´ogenblik´ vast te leggen, in flitsen, op een wijze die doet denken aan een film. In zijn latere werk wordt zijn taalgebruik ietwat maniëristisch, soms ook decadent genoemd.